# Стефан Дуњов
Стефан Дуњов (буг. Стефан Дуньов, мађ. Istvan Dunyov, Винга, 28. јул 1815 — Пистоја, 29. август 1889) био је Банатски Бугарин који је учествовао у Мађарској револуцији 1848—1849. и у борби за ослобођење и уједињење Италије.
Он је први Банатски Бугарин који је достигао војни чин потпуковника и пуковника. Чак је називан националним херојем Мађарске, Италије и Румуније.

## Биографија
Стефан Дуњов је рођен 28. јула 1816. године у банатској бугарској католичкој породици која се бавила пољопривреди и живела у селу Винга, тада у Аустријском царству, данас у Румунији. Његови корени су из региона Ћипровци.
Дипломирао је право и финансије. Отварао је адвокатску канцеларију у Араду.
Био је фасциниран идејама Лајоша Кошута и Шандора Петефија и борио се у Мађарску револуцију за независност Мађарске, бивајући изабран у регионални комитет у Араду. Касније је учествовао у непријатељствима. Првобитно је унапређен у чин капетана, затим је постао потпуковник. Такође је деловао као револуционарни судија у процесима против контрареволуционарних снага и изрицао смртне казне. Сматра се трећим по важности у организацији после Петефа и Кошута.
После пораза револуције, аустријске царске власти су га ухватиле и осудиле на смрт. Под притиском међународне заједнице против аустријске репресије, казна му је смањена на 10 година затвора. Пуштен је 1857. године и интерниран да живи у Пешти.
Године 1859. отишао је у Краљевину Сардинију и пријавио се у сардинску војску да учествује у Другом рату за уједињење Италије.
Године 1860, на препоруку Кошута, придружио се покрету Ђузепеа Гарибалдија, међу његовим најбољим сарадницима. Додељен је да командује добровољачким одредом у коме су били Мађари и банатски Бугари. Јединица се истакла у бици на реци Волтурно код Напуља, али је Дуњов рањен и изгубио је једну ногу. За одлучујући допринос у борби против вишеструко надмоћнијег противника, Гарибалди му је лично честитао и одликован високим војним почастима. Унапређен је у чин пуковника, а јединица којом је командовао названа је по њему „пуковник. Стефан Дуњов“.
Након смрти Гарибалдија Дуњов је остао да живи у Италији. За то време бавио се истраживачким, издавачким и преводилачким активностима. Преминуо је у граду Пистоји 29. августа 1889.
Десетине публикација посвећене су животу и раду Дуњова. Књига „Стефан Дунев – Банатски Бугарин – Европски херој“ излазила је у Букурешту уочи 330. годишњице Ћипровског устанка 2018. године.
Његово име носе 3 улице. Једна је у његовом родном селу Винги, једна у Будимпешти, једна у Софији, као и 2 тргова у Великом Трнову и Ћипровцима. Спомен плоча Дуњову постављена је на истоименом тргу у Великом Трнову 2002. године. Њему су подигнуте две бисте-споменици: у алеји Гарибалдија у Риму и на истоименом тргу у Ћипровцима 2013. године, које је отворила бивша потпредседница Бугарске Маргарита Попова.